# Lotononis
Lotononis es un género de plantas con flores  perteneciente a la familia Fabaceae. Comprende 266 especies descritas y de estas, solo 180 aceptadas.

## Descripción
Son hierbas anuales o perennes. Hojas palmeadas trifolioladas, rara vez unifolioladas, estípulas diminutas o foliáceas, solitarias o en parejas. Inflorescencia racemosa o subumbelada, con  1 o muchos terminales de flores. Cáliz con 5 lóbulos, el superior 4 unida más arriba que el lóbulo inferior.  Fruto oblongo, 2-válvulas, con muchas semillas.

## Taxonomía
El género fue descrito por (DC.) Eckl. & Zeyh. y publicado en Enumeratio Plantarum Africae Australis Extratropicae 176. 1836.

## Especies seleccionadas
- Lotononis adpressa N. E. Br.
- Lotononis angolensis  Welw. ex Baker
- Lotononis azurea  (Eckl. & Zeyh.) Benth.
- Lotononis bainesii  Baker
- Lotononis benthamiana  Dummer
- Lotononis calycina  (E. Mey.) Benth.
- Lotononis carinata  (E. Mey.) Benth.
- Lotononis corymbosa  (E. Mey.) Benth.
- Lotononis crumaniana  Burch. ex Benth.
- Lotononis decumbens  (Thunb.) B.-E. van Wyk
- Lotononis digitata  Harv.
- Lotononis divaricata  (Eckl. & Zeyh.) Benth.
- Lotononis eriantha  Benth
- Lotononis falcata  (E. Mey.) Benth.
- Lotononis foliosa  Bolus
- Lotononis glabra  (Thunb.) D. Dietr.
- Lotononis hirsuta  (Thunb.) D. Dietr.
- Lotononis involucrata  (P. J. Bergius) Benth.
- Lotononis laxa  Eckl. & Zeyh
- Lotononis lenticula  (E. Mey.) Benth
- Lotononis leptoloba Bolus
- Lotononis listii Polhill
- Lotononis longiflora Bolus
- Lotononis lotononoides (Scott-Elliot) B.-E. van Wyk
- Lotononis maximiliani Schltr. ex De Wild.
- Lotononis mirabilis
- Lotononis mucronata  Conrath
- Lotononis parviflora  (P. J. Bergius) D. Dietr.
- Lotononis pentaphylla  (E. Mey.) Benth.
- Lotononis pachycarpa
- Lotononis platycarpa  (Viv.) Pic. Serm.
- Lotononis prostrata  (L.) Benth.
- Lotononis pulchella  (E. Mey.) B.-E. van Wyk
- Lotononis pungens  Eckl. & Zeyh.
- Lotononis quinata  (Thunb.) Benth.
- Lotononis serpentinicola  Wild
- Lotononis stipulosa  Baker f.
- Lotononis stricta  (Eckl. & Zeyh.) B.-E. van Wyk
- Lotononis strigillosa  (Merxm. & A. Schreib.) A. Schreib.
- Lotononis tenella  (E. Mey.) Eckl. & Zeyh.
- Lotononis wilmsii  Dummer